# روبرت توماس (لاعب كرة قدم أمريكية أمريكي)
روبرت توماس (بالإنجليزية: Robert Thomas)‏ هو لاعب كرة قدم أمريكية أمريكي، ولد في 17 يوليو 1980 في إل سنترو في الولايات المتحدة.

## وصلات خارجية
- روبرت توماس على موقع مرجع كرة القدم المحترفة.كوم (الإنجليزية)